# Snöängel

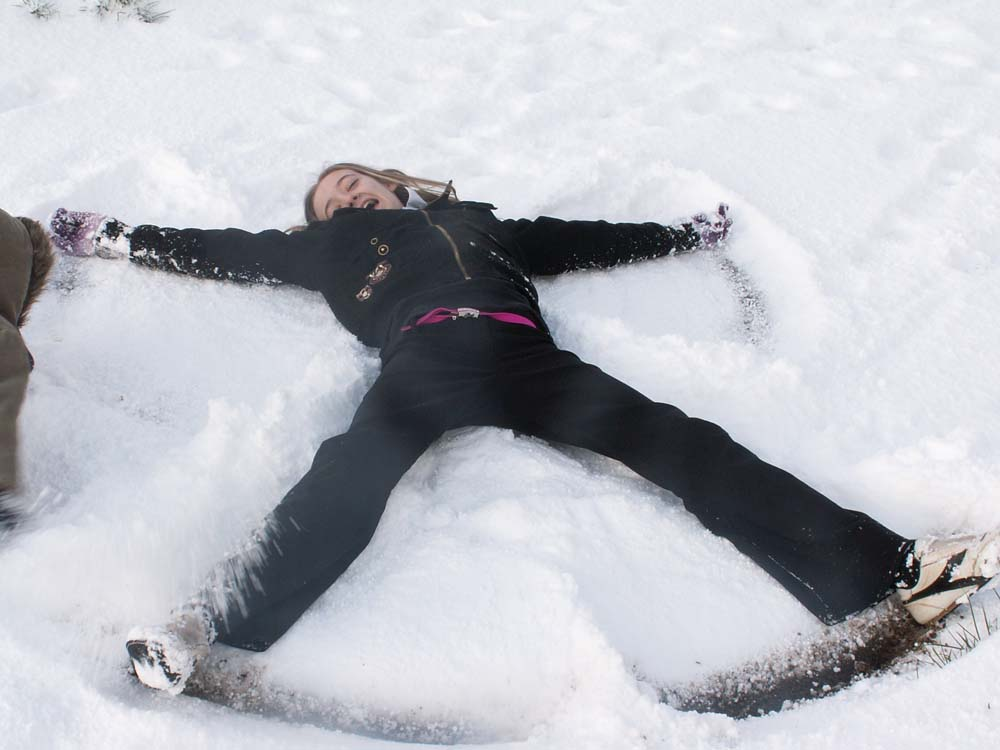
En flicka som gör en snöängel.

En snöängel är en figur i snön som liknar en ängel, som man skapar genom att ligga på rygg i snö och skrapa snö med fullt utsträckta armar och ben.

## Uppmärksammade snöänglar
- Den 28 mars 2007 bekräftade Guinness rekordbok att man i North Dakota uppnått världsrekord för flest antal snöänglar skapade samtidigt på samma plats. Det skedde den 17 februari 2007 då 17 personer skapade 8 962 snöänglar utanför delstatsförsamlingen i Bismarck.[2]
- Wes Welkers gjorde i december 2008 en snöängel som poänggest efter en touchdown för New England Patriots i den amerikanska fotbollens NFL, vilket gav honom böter eftersom han då lade sig ner på planen.[3][4]